# Значковый товарищ
Значковый товарищ — низший титул значкового войскового товарищества (которое делилось на три разряда: бунчуковых, войсковых и значковых товарищей), введенный в Гетманщине во второй половине XVII века.

## Происхождение
Звание существовало в казачьих войсках, в частности в Войске Русском Речи Посполитой, по меньшей мере со времен Стефана Батория, в подтверждение чего можно привести отрывок из его королевской привилегии казакам от 19 апреля 1579 года:

## Описание
Звание присваивалось гетманом или Генеральной военной канцелярией казацкой старши́не и казакам. Они были изъяты из-под власти сотенной администрации и подлежали в административном и судебном порядке полковнику. По ранговой субординации шли за войсковыми товарищами и были первыми после сотников, участвовавших в военных походах, выполняли поручения полковых канцелярий.
В 1783 году во всех полках Левобережной Украины было 403 значковых товарища. Ранг значкового товарища, как и все другие старшинские звания, был отменен российским правительством в 1785 году.